# سخن تازه
سخن تازه نام آلبومی است با صدای شهرام ناظری

## توضیح اثر
- آواز: شهرام ناظری
- آهنگساز و سرپرست اجرا: مهدی آذرسینا

### فهرست
روی الف :
- بیات اصفهان
- مقدمهٔ بیات اصفهان
- آواز اصفهان
- تصنیف سخن تازه
- ادامهٔ آواز
- تصنیف شرح جان

روی ب :
- سه گاه
- مقدمهٔ سه گاه
- چهارمضراب
- نغمه
- آواز سه گاه
- تصنیف قرار غم
- تکنوازی تار

### ترانه ها
1. ساز و آواز، شعر از مولوی
2. سخن تازه، شعر از مولوی
3. ساز و آواز، شعر از مولوی
4. تصنیف شرح جان، شعر از مولوی
5. ساز و آواز، شعر از حافظ
6. قرار غم، شعر از مولوی

## منبع
- تارنمای شهرام ناظری
- ترانه من بایگانی‌شده  در ۱ سپتامبر ۲۰۱۹ توسط Wayback Machine